# Carrickacroy

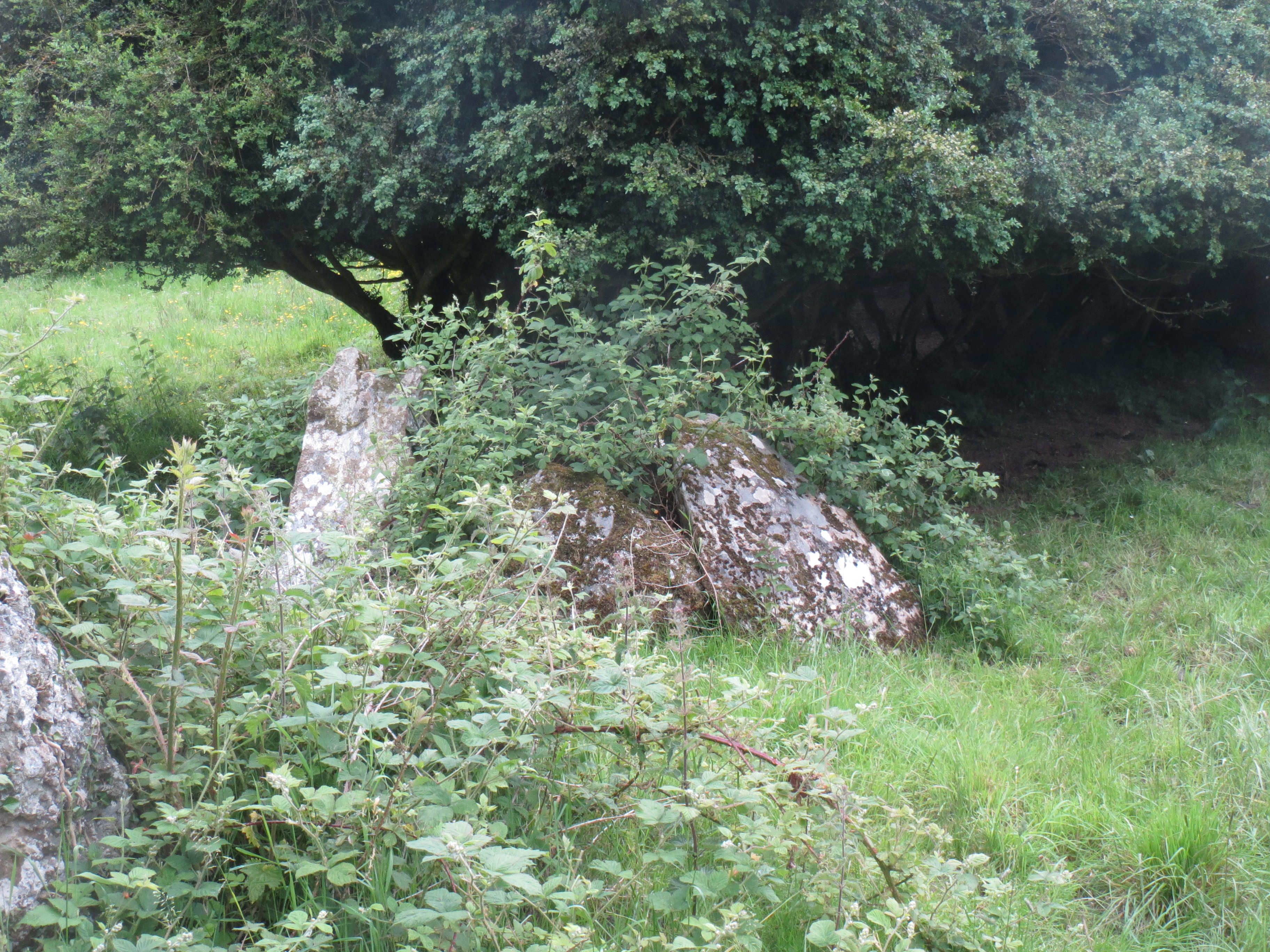
Carrickacroy

Das zwischen 4000 und 2500 v. Chr. in der Jungsteinzeit errichtete Portal Tomb von Carrickacroy (irisch Carraigeach Chrua) liegt hinter einem Bauernhaus, neben zwei Felsbrocken, die größer sind als die Megalithanlage, nordöstlich von Kilnaleck im Süden des County Cavan in Irland. Als Portal Tombs werden Megalithanlagen auf den Britischen Inseln bezeichnet, bei denen zwei gleich hohe, aufrecht stehende Steine mit einem Türstein dazwischen, die Vorderseite einer Kammer bilden, die mit einem zum Teil gewaltigen Deckstein bedeckt ist.
Carrickacroy ist neben Banagher ebenfalls im County Cavan und Binn im County Donegal das kleinste Portal Tomb der Insel. Die Kammer ist nur etwa einen Meter lang, 0,5 m breit und 0,8 m hoch. Es ist erstaunlich, dass sie bei diesen geringen Maßen überlebt hat. Einer der beiden Portalsteine steht, während der andere an der Seite liegt. Wahrscheinlich stürzte er um als der Deckstein in die gleiche Richtung abgekippt wurde. Ansonsten findet sich, ebenfalls verkippt, der kleine Türstein. Der etwas nach vorne geneigte Endstein und die beiden winzigen Seitensteine stehen in situ.
In der Nähe liegen die Megalithanlagen von Banagher, darunter auch das Portal Tomb von Aghawee.